# Taboola
Taboola est une entreprise de publicité en ligne qui fournit un flux de contenus (« feed ») pour les sites web. Ce flux suggère du contenu publicitaire et journalistique. Son produit génère de l'audience qualifiée pour ses annonceurs d'une part, et monétise les sites internet de ses partenaires éditeurs de presse en engageant ses lecteurs d'autre part. Ses clients incluent la BBC, Ouest-France, El Pais, La Gazzetta dello Sport, l'Associated Press, Renault, Adidas ou encore Vodafone.
Son siège social est situé à New York.

## Histoire
Taboola a été fondé en 2007 par Adam Singolda en Israël. Grâce à son algorithme prédictif, Taboola fait découvrir aux lecteurs du contenu et des sujets qu'ils sont susceptibles d'aimer.
En août 2010, Taboola a élargi ses services pour inclure la vidéo et les recommandations text-to-video. Ils auraient augmenté les vues des vidéos d'environ 90%. Toujours la même année, Taboola a déménagé son siège social d'Israël à New York.
En janvier 2013, Taboola a commencé à faire des recommandations d'article. En septembre 2013, avec des services de plus de 3 milliards de recommandations d'articles et des vidéos chaque jour, taboola a lancé Taboola Choice, une fonction où les utilisateurs peuvent filtrer les recommandations de contenu qu'ils ne veulent pas voir.
En décembre 2013, Taboola a lancé une API pour faire ses recommandations de contenu avec des applications mobiles.
Son concurrent le plus proche est Outbrain. En 2022, Outbrain possédait un chiffre d'affaires en baisse et 41% inférieur à Taboola,.

## Acquisitions
Taboola enrichit son offre, notamment grâce à l'acquisition de plusieurs entreprises.
En 2014, Taboola achète l'entreprise Perfect Market.
En 2016, Taboola acquiert ConvertMedia, une société de publicité vidéo basée à New York. Cette acquisition a permis à Taboola d'élargir son offre de publicité vidéo et de renforcer sa position sur le marché de la publicité en ligne.
En 2017, Taboola fait l'acquisition de Commerce Sciences, une entreprise israélienne spécialisée dans la personnalisation du contenu. Cette acquisition a contribué à améliorer les capacités de recommandation de contenu de Taboola.
En 2018, Taboola poursuit sa stratégie de croissance externe en achetant Start, la division de l'entreprise Celltick, une technologie publicitaire. Cette acquisition a permis à Taboola de développer son offre de contenu.
En 2021, Taboola annonce son intention d'acquérir Connexity, une société e-commerce basée aux États-Unis. Cette acquisition a marqué une étape importante dans la diversification des activités de Taboola, en lui permettant de s'étendre dans le secteur du commerce en ligne.

## Financement et levées de fonds
Pour soutenir sa croissance, Taboola a bénéficié de plusieurs tours de financement : 
- Série A (2007) : lors de sa première levée de fonds, Taboola recueille environ 4,5 millions de dollars lors d'un tour mené par Evergreen Venture Partners.
- Série B (2008, 2011) : Taboola lève 9 millions de dollars supplémentaires pour soutenir son expansion, avec la participation de ses partenaires historiques.
- Série C (2012) et Série D (2013): Taboola poursuit sa croissance avec la participation d'investisseurs comme Pitango Venture Capital, Evergreen Venture Partners, Gemini Israel Ventures, et d'autres.
- Série E (2015) : L'entreprise consolide sa position en 2015 avec une levée de fonds de 117 millions de dollars, rassemblant des investisseurs stratégiques comme Fidelity, Advance Publications (maison mère de Condé Nast), Comcast, le Groupe Arnault (l'actionnaire majoritaire de LVMH), Yahoo! JAPAN ou encore Baidu[20].

En juillet 2021, alors que le marché de la publicité en ligne représente 60 milliards de dollars, Taboola s'introduit en bourse au NASDAQ.

## Réception
Taboola est considéré comme un pionnier dans la publicité sur Internet, bien que l'espace avait été élargi pour inclure de nouveaux concurrents.
Taboola et Outbrain ont tous deux été décrits par des commentateurs Internet comme alternatives à Google AdSense que les éditeurs de contenu peuvent choisir et prendre en compte pour les flux de revenus,.
En mai 2014, Taboola se conforme à la demande du Bureau d'éthique commerciale afin de mieux divulguer son « contenu sponsorisé ».
En mai 2022, Taboola annonce sa collaboration avec l'IAB, Newsguard, Integral Ad Science (IAS), Doubleverify et le TAG pour garantir la qualité du contenu diffusé par les annonceurs qui utilisent sa plateforme.
En août 2023, à la suite d'une enquête de la DGCCRF, Taboola accepte un règlement de 650 000 € pour clore une enquête lui reprochant le non-respect de son engagement à vérifier la loyauté de toutes ses annonces publicitaires. Malgré sa collaboration avec l'ARPP, certains annonceurs ont réussi à utiliser la plateforme entre 2018 et 2020 pour y diffuser quelques publicités ayant des titres trompeurs,.